# Peter Singleton Wilkes
Peter Singleton Wilkes (* 1827 im Maury County, Tennessee; † 2. Januar 1900 in Stockton, Kalifornien) war ein US-amerikanischer Politiker. Er gehörte der Demokratischen Partei an.

## Werdegang
Peter Singleton Wilkes, Sohn von Cynthia Hartshorn Houston (1801–1888) und Edmund Wilkes (1797–1869), wurde 1827 im Maury County geboren. Seine Geschwister waren: Albert Gallatin (1820–1880), Nancy Minerva (1823–1869), Lanceford Bramlett (1824–1901) und Benjamin Franklin (1828–1847). Die Familie zog 1829 nach Missouri und ließ sich im Gebiet des heutigen Miller County nieder, was damals noch Teil vom Cole County war. Sein Vater studierte Jura und begann nach dem Erhalt seiner Zulassung als Anwalt zu praktizieren. Edward wurde 1837 Richter im Miller County. Zwischen 1838 und 1840 saß er im Repräsentantenhaus von Missouri.
Peter Singleton Wilkes besuchte die lokalen Schulen. Seine Jugend war von der Wirtschaftskrise von 1837 überschattet und die Folgejahre vom Mexikanisch-Amerikanischen Krieg. 1852 graduierten er und sein älterer Bruder Lanceford Bramlett an der University of Missouri in Columbia (Boone County). Eine Woche nach seinem Abschluss wurde Peter für das Miller County in das Repräsentantenhaus von Missouri gewählt, wo er eine Amtszeit diente. Wilkes studierte Jura und erhielt seine Zulassung als Anwalt. Er zog nach Greene County und ließ sich in Springfield nieder, wo er als Anwalt tätig war. 1860 nahm er als Delegierter an der Democratic National Convention in Baltimore (Maryland) teil. Während des Bürgerkrieges verpflichtete er sich am 2. Januar 1862 als Private im 3. Kavallerieregiment von Missouri. Er bekleidete nie einen Offiziersgrad, wurde aber später als Colonel angesprochen. 
Wahrscheinlich noch während seiner Dienstzeit in der Konföderiertenarmee wurde er im Mai 1864 in den zweiten Konföderiertenkongress gewählt, wo er am 8. November 1864 seinen Sitz einnahm und diesen bis zum Ende der Konföderation 1865 innehatte. Bei seiner Wahl in den Konföderiertenkongress besiegte er Thomas W. Freeman (1824–1865). Während seiner Kongresszeit war er ein starker Unterstützer von Präsidenten Jefferson Davis (1808–1889). Sein einziger Vorbehalt war seine nicht geklärte Weigerung Sklaven abzukommandieren und zu bewaffnen. Nach dem Ende des Krieges zog er nach Kalifornien und ließ sich in Stockton (San Joaquin County) nieder. Auf dem Weg dorthin soll er einige Jahre in Mazatlán (Mexiko) gelebt haben. In Kalifornien gründete er mit David S. Terry (1823–1889), dem früheren Chief Justice vom California Supremen Court, eine Anwaltskanzlei. Terry kämpfte, wie Wilkes, auf der Seite der Konföderierten Staaten. Er tötete während des Bürgerkrieges einen US-Senator und wurde einige Jahre später selbst durch einen Leibwächter von Stephen Johnson Field (1816–1899), dem Richter am United States Supreme Court, getötet. Wilkes verstarb 1900 in Stockton und wurde dann dort auf dem Stockton Rural Cemetery beigesetzt.